# Герт Антсу
Ґерт Антсу (ест. Gert Antsu, * 20 жовтня 1974, Пярну) — естонський дипломат. Надзвичайний і Повноважний Посол Естонської Республіки в Україні (2016—2019).

## Життєпис
Народився 20 жовтня 1974 року в Пярну. Закінчив Тартуський університет за спеціальністю політологія, пройшов курс вдосконалення в кампусі Натолін [Архівовано 24 жовтня 2016 у Wayback Machine.] (Варшава, Польща) Коледжу Європи. Володіє англійською, французькою, російською, данською, німецькою та польською мовами. На хакатоні 2018-го Empowering Women, який відбувся у Львові в офісі компанії N-iX, пан Антсу сказав також частину вступної промови доброю українською.
З 1997 року працював у секретаріаті бюро європейської інтеграції в Державній канцелярії.
У 2004—2008 роках був директором у справах ЄС в Державній канцелярії.
З 2008 року на посаді першого заступника керівника постійного представництва Естонії при ЄС. Виступав з лекціями з теми Європейського Союзу в Талліннському університеті, в Естонській бізнес-школі, Тартуському університеті і Естонської школі дипломатів.
У 2012—2016 рр. — Надзвичайний і Повноважний Посол Естонії в Бельгії, Швейцарії та Люксембурзі.
У 2016—2019 рр. — Надзвичайний і Повноважний Посол Естонії в Україні.
29 серпня 2016 року — вручив копії вірчих грамот заступнику Міністра закордонних справ з питань європейської інтеграції Олені Зеркаль.
8 вересня 2016 року — вручив вірчі грамоти Президенту України Петру Порошенку.
11 липня 2019 року завершив дипломатичну місію в Україні.
30 липня 2019 року призначений керівником Естонського центру східного партнерства.